# Taniquetil
Le Taniquetil (« haut sommet blanc » en quenya) est une montagne de fiction du légendaire de l'écrivain britannique J. R. R. Tolkien, apparaissant en particulier dans Le Silmarillion.

## Géographie
C'est une montagne sacrée du continent d'Aman, dans le massif des Pelóri. C'est le plus haut sommet d'Arda.

## Noms
Le Taniquetil a plusieurs autres noms, notamment la Montagne Blanche, la Montagne Bénie, la Montagne de Manwë ainsi qu'Oiolossë, qui est un de ses noms les plus communs (signifiant « neige toujours blanche »). Taniquetil a été traduit en sindarin par « Amon Uilos ».

## Histoire
C'est là que résident Manwë Sulimo et sa femme  Varda Elbereth, les deux plus puissants Valar et Maîtres d'Arda. À leurs côtés vivent également les Elfes Vanyar, dont le roi est Ingwë : ce sont principalement des poètes, des écrivains et des chanteurs.
Manwë descend rarement de son trône en haut duquel il peut observer une grande partie du monde, commander aux vents, aux aigles qui sont ses animaux attitrés. Il se rend cependant de temps à autre à Valmar, la capitale de Valinor, pour assister au Conseil des Valar qu'il préside.
La légende dit que lorsque Morgoth reviendra à la Fin du Monde, Manwë descendra du Taniquetil une dernière fois pour l'affronter en combat singulier.
Dans la mythologie de la Terre du Milieu, c'est du Taniquetil que furent envoyés le soleil puis la lune qui sont deux navires transportant respectivement un fruit d'or de Laurelin et une fleur d'argent de Telperion, les Deux Arbres qui venaient d'être tués par Morgoth et Ungoliant.

## Adaptations
Les récits dans lesquels apparaît le Taniquetil n'ont pas été adaptés au cinéma, à la radio ou à la télévision.